# Observatorio Astronómico Centroamericano de Suyapa
El Observatorio Astronómico Centroamericano de Suyapa de la Universidad Nacional Autónoma de Honduras (OACS/UNAH) es un observatorio astronómico situado en Honduras que cuenta con un telescopio. 

## Fundación
El Observatorio Astronómico Centroamericano de Suyapa de la UNAH (OACS/UNAH), fue fundado en 1997 con la "Celebración del VII Taller de las Naciones Unidas y la Agencia Espacial Europea sobre Ciencia Espacial Básica", inaugurándose formalmente el “Observatorio Astronómico Centroamericano de Suyapa de la Universidad Nacional Autónoma de Honduras (OACS/UNAH)” siendo parte fundamental del Departamento de Astronomía y Astrofísica de la Facultad de Ciencias Espaciales, con el único fin de promocionar e incentivar las investigaciones científicas en el área astronómica y aprovechando las condiciones climáticas nocturnas del país, ya que cuenta con muy poca contaminación lumínica. Debido a los daños causados por el Huracán Mitch en 1998, el presupuesto de este observatorio fue reducido.    
- La astrónoma hondureña María Cristina Pineda Suazo, fue la primera directora de este observatorio.

### Telescopio
Telescopio Meade de 42 cm. fotómetro fotoeléctrico SSP5 automatizado y una cámara CCD ST-5.